# Piet Clement

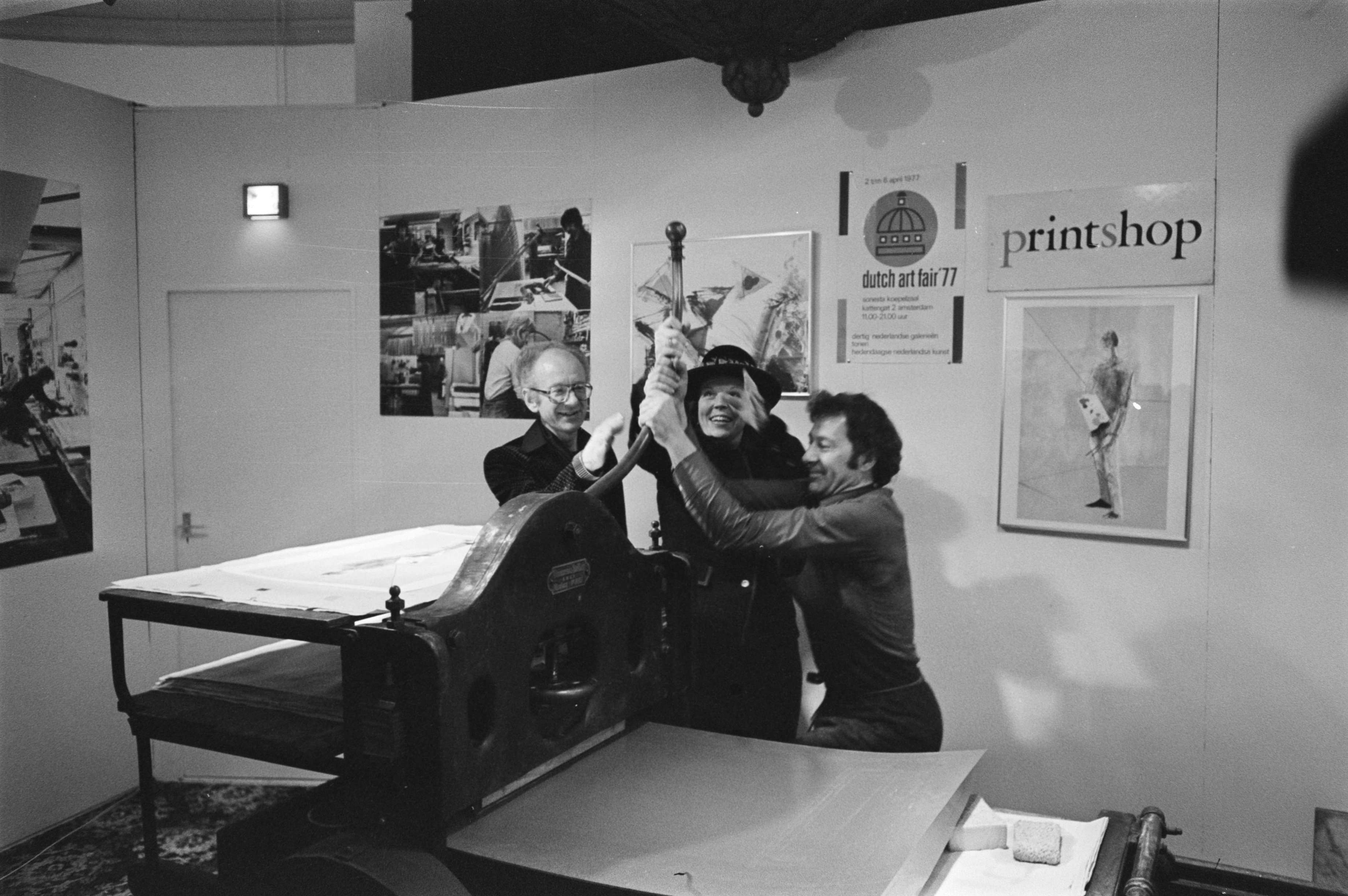
Rechts van Beatrix Piet Clement (1977)

Pieter (Piet) Clement (Amsterdam, 24 juli 1937 – Amsterdam, 27 augustus 2015) was een Nederlands handdrukker.
Hij was zoon van Antje Groeneveld en Johannes Fredericus Clement. Hij was tussen 1965 en 1985 (echtscheiding) getrouwd met kunstenaar Shirley Barbara Clifton.
Hij kreeg zijn opleiding aan de Grafische School en mede van kunstenaar Metten Koornstra. Koornstra had toen zelf nog een drukkerij, maar verkocht dat deel van zijn werkzaamheden aan Clement. Hij voerde vanaf 1957 "Steen- en etsdrukkerij P. Clement" aan de Prinsengracht 818.  In 1967 bij zijn tienjarig bestaan kreeg hij van het Prins Bernhardfonds een bijdrage voor een nieuw door architect Boris Roos in te richten handdrukkerij aan de Prinsengracht 845, later omgedoopt tot Printshop (845).  Begin jaren zeventig drukte hij een hele reeks kunstwerken voor in de filialen van Vroom en Dreesmann en ook de VARA bestelde een reeks.
Daarna kwam een steendrukkerij annex galerie van de grond onder de naam Printshop aan de Prinsengracht 845. Clement maakte steendrukken voor Peter Alma, Roger Chailloux, Paul Citroen, Constant Nieuwenhuis, Wessel Couzijn, Jef Diederen, Friso ten Holt, diezelfde Koornstra, Frank Lodeizen, Lucebert, Jan Sierhuis, Aat Verhoog en Co Westerik. Later voerde hij op dat adres Galerie Clement.
- International Standard Name Identifier: 0000 0003 9182 6969
- Nederlandse Thesaurus van Auteursnamen: 068996845
- RKD-Nederlands Instituut voor Kunstgeschiedenis: 17184
- Système universitaire de documentation: 229454852
- Union List of Artist Names: 500062089
- Virtual International Authority File: 285778438
- WorldCat: E39PBJrGygVRGKpbpRpmVyK68C